# Чарни-Кеж
Чарни-Кеж (пол. Czarny Kierz, нім. Blumenau) — село в Польщі, у гміні Ківіти Лідзбарського повіту Вармінсько-Мазурського воєводства.
Населення — 148 осіб (2011).
У 1975-1998 роках село належало до Ольштинського воєводства.

## Демографія
Демографічна структура станом на 31 березня 2011 року:
|          | Загалом | Допрацездатний вік | Працездатний вік | Постпрацездатний вік |
| -------- | ------- | ------------------ | ---------------- | -------------------- |
| Чоловіки | 77      | 15                 | 55               | 7                    |
| Жінки    | 71      | 14                 | 37               | 20                   |
| Разом    | 148     | 29                 | 92               | 27                   |